# 坎寧河 (西澳)

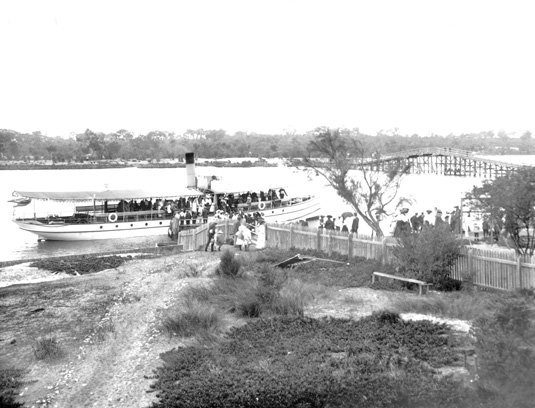
乘客正在離開银星江轮渡船，背景右方為舊坎寧橋。（攝於1906年）

坎寧河（英語：Canning River）是天鹅河的一個主支流。坎寧河位於西澳大利亚州西南區。

## 水源和河道
坎寧河的源头為达令陡坡。坎寧河流經珀斯眾多郊區區域，其中包括天鹅海岸平原、坎宁顿、索恩耐尔、里弗顿、雪莱、罗斯莫恩和愉悅山，最終於坎寧橋附近流進天鹅河。

## 历史
首批到達這裡的歐洲人為於1801年到達這裡的法國探險團隊。該隊探險隊隨即將這裡命名為莫罗河口（Entrée Moreau）。莫罗河口是以查尔斯·莫罗命名，而莫罗是探險隊的其中一員。
坎寧河於1827年被更名為現在的名字。當時，詹姆士·史特靈登上了HMS成功號帆船到坎寧河一帶考察，並將河流以當時的英國首相喬治·坎寧命名。
於1829年11月，正正在天鹅河殖民地建立後五個月， 史特靈便帶著一班拓荒者到坎寧河旁建立了一個新的小鎮，凯尔姆斯科特。

## 環境
坎宁河护栏是由流放到澳洲的罪犯建造。這個护栏用作保護運輸木材的船隻。在現代，坎宁河护栏已成為一個地標。
坎宁河是不少野生动物的家园，其中包括海豚、鹈鹕、天鹅和很多不同种類的鸟类。

### 藻華
藻華會於坎宁河自然地生成，全因堆积在河中的大量营养。而包括农业，家庭园艺和公园绿地等的人类活动則令到藻華的出現更頻密，以及數量更多。藻華對哺乳動物和海洋生物均有害。天鹅河委托机构負責監察坎宁河的水質，並定時清理河流，減少藻華的出現次數及數量。該機構是因坎宁河上出現满江红而設立的。

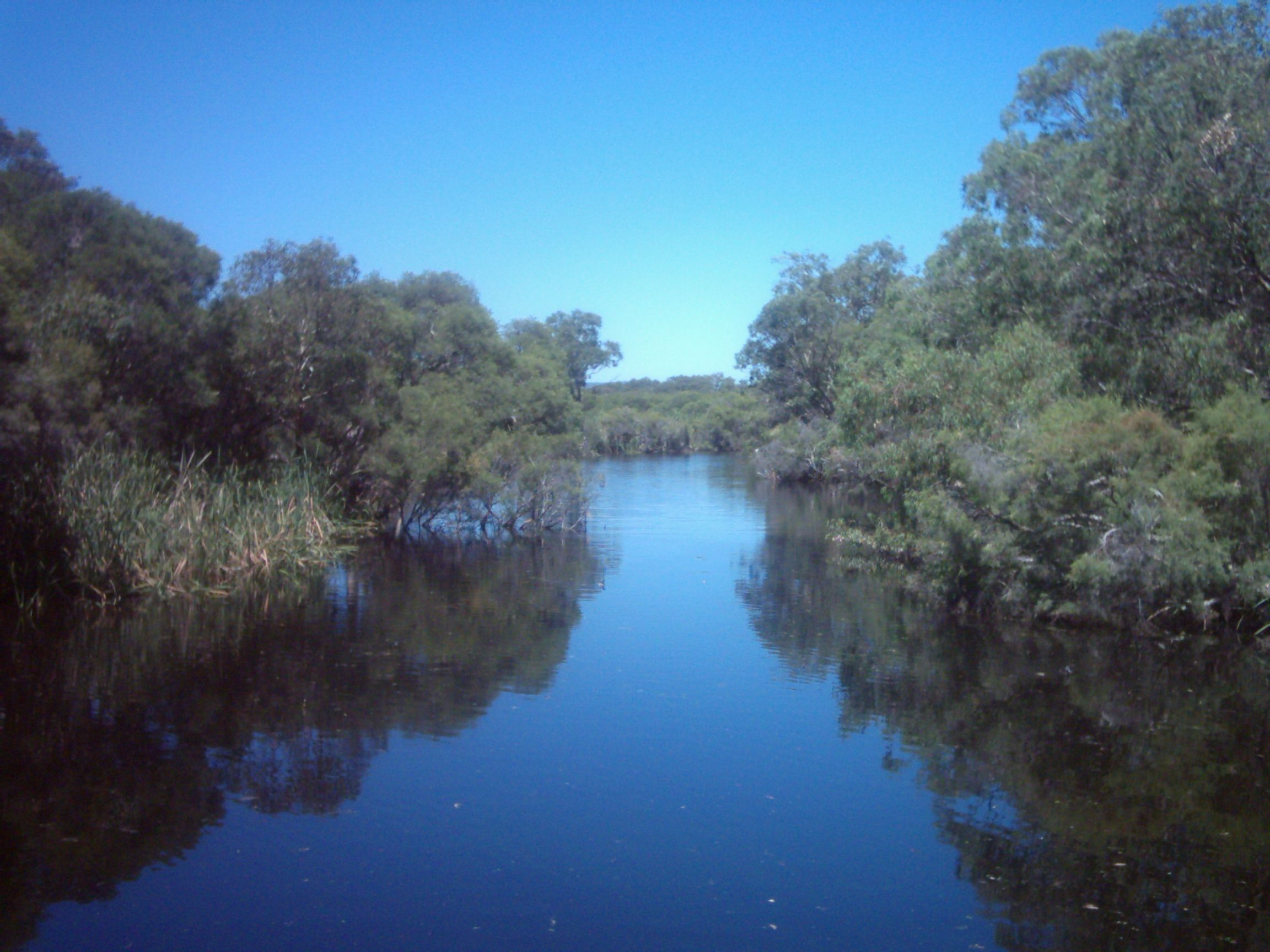
沒有红萍的坎宁河（攝於2006年2月）

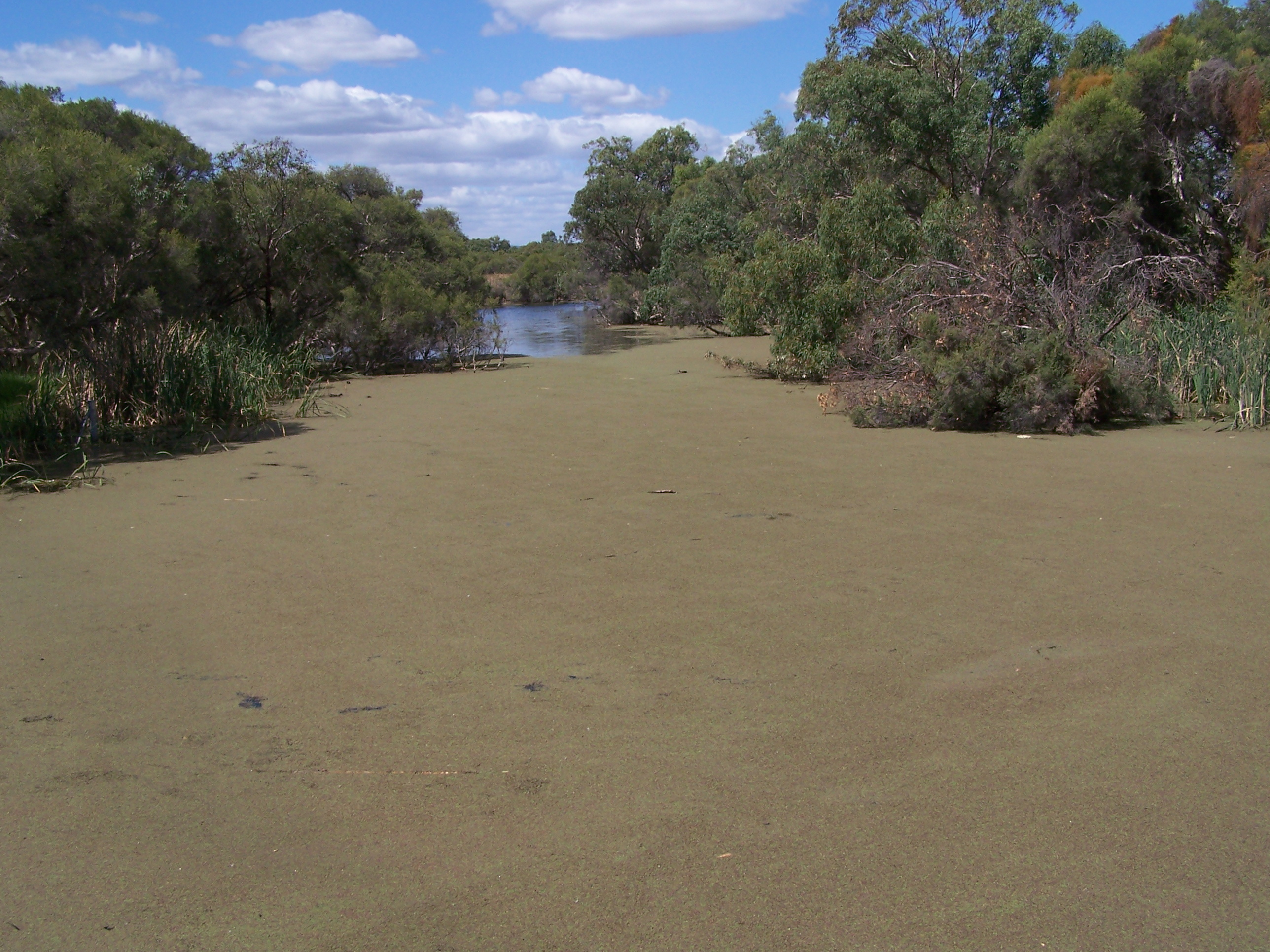
滿佈满江红的坎宁河（攝於2007年3月）